# شش درجه جدایی

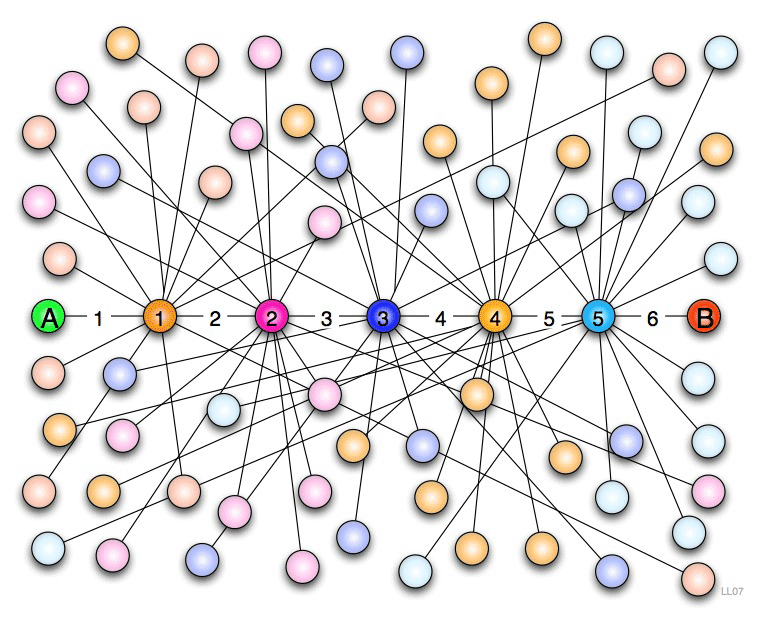
شش درجه جدایی

شش درجه جدایی نام نظریه‌ای است که می‌گوید که هر دو شخص دلخواه بر روی کرهٔ زمین با ۶ واسطه یا کمتر به هم مربوط می‌شوند. این نظریه، مقدمهٔ نظریهٔ دیگری به نام دنیای کوچک است.
در سال ۱۹۲۹ یک نویسنده مجارستانی به نام فریگیس کارینتی در یکی از داستان‌های کوتاه خود به نام زنجیرها (به انگلیسی: Chains) مفهوم فاصله اجتماعی را مطرح می‌کند که بعدها به عنوان نظریه شش درجه جدایی شناخته شد.

## مفهوم نظریه
اساسی‌ترین نظریه به شبکه‌های اجتماعی نظریه شش درجه جدایی است. ایده کارینتی، براساس نظریه گراف بود. نظریه گراف شاخه‌ای از ریاضیات است که دربارهٔ گراف‌ها بحث می‌کند. اگر افراد و ارتباط‌ها را مانند یک گراف فرض کنیم، با پیشرفت فناوری، به چگالی این گراف افزوده می‌شود. این نظریه را بعدها شش درجه جدایی نامیدند. هر چند انسان‌ها از نظر فیزیکی با هم فاصله زیادی داشته باشند، اما شبکه‌های اجتماعی، این فاصله‌ها را از میان برخواهد داشت. دو نفر در دو گوشه متفاوت از جهان حداکثر از طریق ۶ نفر به هم مرتبط هستند.

## نقل قول از کتاب زنجیرها
برای نشان دادن اینکه امروزه انسان‌ها بیش از همیشه به یکدیگر نزدیک هستند، یک نفر از اعضای گروه پیشنهادی را ارائه کرد. او گفت که یک نفر را در میان تمامی ساکنان کره زمین در نظر بگیرید. حال شما از میان پنج آشنایی که یکی از آنها را شخصاً می‌شناسید، می‌توانید به شخص مورد نظر متصل شوید.

## توزیع درجه
توزیع درجه تعداد اتصالات یک گره به گره‌های دیگر در حوزه مطالعاتی گراف و شبکه است. به تعداد اتصال‌های گره، درجهٔ آن گره گویند.

## از کتاب‌های جدید

کتاب متصل - قدرت عجیب شبکه‌های اجتماعی

کتاب متصل اثر نیکلاس کریستاکیس و فاولر که در سال ۲۰۱۱ نوشته شده‌است توضیح می‌دهد
که چگونه دوستِ دوستِ دوست شما، بر هر آنچه که شما احساس می‌کنید، فکر می‌کنید و عمل می‌کنید، تأثیر می‌گذارد. در این کتاب، مفهوم سامانه پیچیده نشان داده می‌شود و اینکه چقدر ارتباط انسان‌ها از طریق فناوری به کوچک‌تر شدن جهان منتج می‌شود.

## آزمایش دنیای کوچک
کشف مجدد ایدهٔ کارینتی دهه‌ها بعد شروع شد. عدد جادویی پنج را میلگرام از کارینتی گرفت. در سال ۱۹۶۷ یک جامعه‌شناس آمریکایی به نام استنلی میلگرام راهی برای آزمایش این فرضیه یافت. او این نظریه را، مسئلهٔ دنیای کوچک نامید و برای اثبات آن دست به آزمایشی زد. سناریوی آزمایش میلگرام از این قرار بود که، تعداد بسیار زیادی نامه را میان افراد مختلف دو شهر که فاصله زیادی از یکدیگر داشتند پخش کرد و از آنها خواست که نامه‌ها را به دست فرد معینی برسانند. معیار انتخاب افراد کاملاً تصادفی بود و اکثر آنها یکدیگر را نمی‌شناختند. هر فرد فقط باید سعی می‌کرد که نامه را به کسی بدهد که فکر می‌کرد بهتر می‌تواند آن را به مقصد مورد نظر برساند. نتیجه نهایی که از این آزمایش به دست آمد بسیار جالب بود، تقریباً مسیری که هر نامه طی کرده بود با میانگین طول ۵/۵ به مقصد رسیده بود، به عبارت دیگر فقط پنج نفر بین هر دو فرد قرار داشتند که همان طول شش می‌شد. میلگرام، نتیجه تحقیق و کار خود را تحت مقاله‌ای با عنوان آزمایش دنیای کوچک در مجله روان‌شناسی روز به چاپ رساند که بسیار مورد توجه واقع شد. بعدها با ظهور فناوری‌های نوین ارتباطی دونکن وات از دانشگاه کلمبیا آزمایش میلگرام را در فضای اینترنت و به وسیله فرستادن ایمیل تکرار کرد و به همان نتایج رسید.

## در ریاضی
در ریاضیات مفهوم مقایسه‌ای گراف همکاری بکار می‌رود. دو نفر با هم مرتبط هستند اگر هر دو مؤلف یک مقاله باشند. گراف همکاری توسط پاول اردیش (به انگلیسی: Paul Erdős)، ریاضیدان، عدد اردیش خوانده شده‌است. عدد اردیش و عدد اریش-باکون (به انگلیسی: Erdős–Bacon number) بسط‌های مفهوم گراف همکاری هستند.
مدل واتس و استروگاتز نشان داد که طول متوسط مسیر بین دو گره (شبکه)، در یک گراف تصادفی عبارت است از:
ln N / ln K جایی که N تعداد کل گره‌ها و K تعداد ارتباط برای هر گره است.
اگر مقدار N = ۳۰۰٬۰۰۰٬۰۰۰ (نود درصد جمعیت آمریکا) و K = ۳۰ باشد، درجه جدایی ۵٫۷ به دست می‌آید.
و اگر مقدار N = ۶٬۰۰۰٬۰۰۰٬۰۰۰ (نود درصد جمعیت جهان) و K = ۳۰ باشد، درجه جدایی مقدار ۶٫۶ به دست می‌آید.

(با فرض اینکه ده درصد جمعیت جهان آنقدر سن کمی دارند، که مشارکت ندارند)

## آخرین نتایج
بنابر گزارش فیس‌بوک در فوریه سال ۲۰۱۶، برای ۱٫۶ میلیارد نفر (حدود ۲۲ درصد جمعیت جهان)، برای میزان درجه جدایی نتایج زیر به دست آمده‌است:
- سال ۲۰۰۸–۵٫۲۸
- سال ۲۰۱۱–۴٫۷۴
- سال ۲۰۱۶–۴٫۵۷